# サラ・マクラクラン
サラ・アン・マクラクラン（Sarah Ann McLachlan OC OBC, 1968年1月28日 - ）は、カナダのノバスコシア州、ハリファックス生まれのシンガーソングライター。
アルバムは、世界中で4000万枚以上を売り上げている。サウンドトラックへの参加も多く、映画『シティ・オブ・エンジェル』では挿入歌「エンジェル」、『アイ・アム・サム』ではビートルズの「ブラックバード」をカヴァーしている。

## 来歴
幼少時からピアノやギター、クラシックの声楽を学び、後にはニューウェイヴ系の音楽に傾倒。バンド活動をしていた17歳の時にソロ・デビューの話を持ち掛けられるが、両親の勧めに従い高校に通い続け、卒業後は地元の美大に1年間在学した。その後バンクーバーに移り、1988年『タッチ』でデビュー。翌1989年には世界中で発売され、日本でも収録曲の「VOX」がCMに起用され、話題になった。
1994年に発表された3作目『エクスタシー』は40位以内にチャートインしなかったが、62週間チャートインし続け、全米のみで500万枚の大ヒットを記録する。
1997年2月に、自らのサポート・ドラマーであったアシュウィン・スード（Ashwin Sood）と結婚。そして、同年に4作目となる『サーフェシング』を発表。この作品はビルボード初登場2位を記録し、全米で800万枚、世界中では1000万枚を超え、ダイアモンドに認定される大ヒット作品となり、グラミー賞では最優秀女性ヴォーカルパフォーマンス部門を含む三部門を受賞。リカット・シングル「Building A Mystery」「Adia」「Angel」のいずれもヒットし、その中でも「Angel」は様々なアーティストにカバーされ、ライブでも必ず披露するなど、マクラクランの代表曲の1つとなっている。また、「Adia」は同出身国の歌手であるアヴリル・ラヴィーンがMSN Liveでカバーしている。
この作品の発表に先立ち、同年に女性主導型のライヴイベントであるリリス・フェアを提唱。このイベントには世界から女性アーティストが賛同し、ジュエルやシェリル・クロウ、スザンヌ・ヴェガやインディゴ・ガールズらが賛同、1997年から1999年にかけて全米およびカナダ各地で開催され、大成功を収めた。
1999年には、ライヴ・アルバム『ミラーボール』を発表し、この作品も200万枚を超えるヒットとなる。リリス・フェアの最後のツアーが終わった以降、子育てや家庭に専念する。
2001年にブリティッシュコロンビア勲章を受章した。
2002年4月6日に、長女インディア・アン・スーシル・スード（India Ann Sushil Sood）を出産。

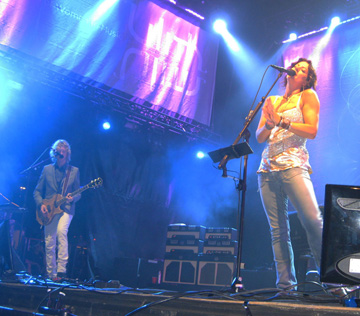
ピーター・ストラウドと歌うマクラクラン

2004年に、『アフターグロウ』を引っ提げて復活。リカット・シングル「フォールン」や数作のシングルはヒットにこそならなかったが、アルバムは初週だけで30万枚、以降200万枚を超えてダブル・プラチナ・アルバムに認定され、グラミー賞にノミネートされた。また、収録曲「Answer」がファンや批評家の評価が高く、ジョディ・フォスター主演の映画「ブレイブ ワン」の主題歌となっているが、シングル・カットされていない。さらに、カナダ勲章（オフィサー）を受章。
2008年6月22日、次女タージャ・サマー・スード（Taja Summer Sood）が誕生するが、9月にアシュウィン・スードと離別したことを公表した。
2009年10月、翌2010年夏にリリス・フェアが再開されることを発表。

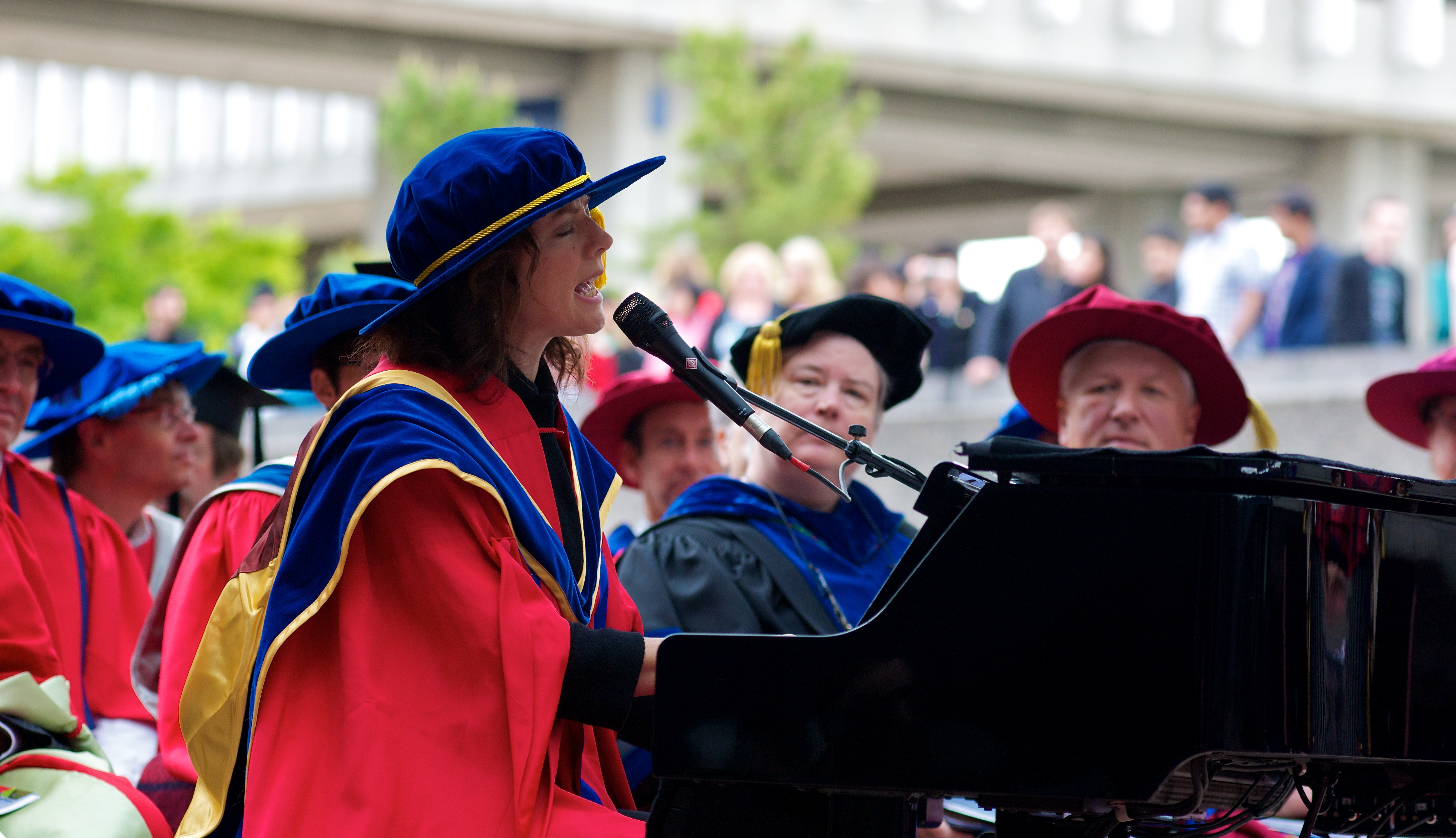
サイモン・フレイザー大学で名誉学位を授けられたマクラクラン（2015年）

2010年2月12日、バンクーバーオリンピック開会式に登場し、「オーディナリー・ミラクル」を歌唱した。また、この「オーディナリー・ミラクル」は、映画「シャーロットの贈りもの」の主題歌にもなっている。
2010年6月15日、7年ぶりのスタジオ・アルバム『ザ・ロウズ・オブ・イリュージョン』を発売。前作のゆったりした曲調とは違い、ドラムやシンセイザー、エレキギター、コーラスなどの新しい音源を使用した曲が多いのが特徴。アルバムからのリード曲「ラヴィング・ユー・イズ・イージー」はビルボードチャート17位を獲得。今作からは、ドラマーがアシュウィン・スードからマット・チャンバーレインとなった。また、スーザン・イーナンのクレジット曲「Bring on the Wonder」も収録された。
このアルバムからの先行シングルは「Loving You Is Easy」。セカンド・シングルには「Forgiveness」が予定されている。アルバムは初週で95,000枚をセールス、前回ほどの初動には及ばなかったが、全米ビルボードチャートTop200で第3位を記録。また、アメリカ国内ですでに20万枚以上のセールスを継続中。また、リリス・フェアでもこのアルバムから「Illusion of Bliss」「Forgiveness」「Heart Break」「Loving You Is Easy」がセレクトされている。

## ディスコグラフィ

### アルバム
| 年                                        | タイトル                                    | アルバム詳細 | チャート最高位 | チャート最高位 | チャート最高位 | チャート最高位 | チャート最高位 | チャート最高位 | チャート最高位 | チャート最高位 | チャート最高位 | チャート最高位 | 認定                                                                                |
| 年                                        | タイトル                                    | アルバム詳細 | CAN            | AUS            | GER            | IRE            | NLD            | NOR            | NZ             | SWI            | UK             | US             | 認定                                                                                |
| ----------------------------------------- | ------------------------------------------- | --- | -------------- | -------------- | -------------- | -------------- | -------------- | -------------- | -------------- | -------------- | -------------- | -------------- | ----------------------------------------------------------------------------------- |
| 1988                                      | Touch                                       | - 発売日: 1988年10月11日 - レーベル: Nettwerk - フォーマット: CD, LP, cassette - 全米売上: 50万枚                  | 61             | —              | —              | —              | —              | —              | —              | —              | —              | 132            | - CAN: プラチナ - US: ゴールド                                                      |
| 1991                                      | Solace                                      | - 発売日: 1991年6月29日 - レーベル: Nettwerk, Arista - フォーマット: CD, LP, cassette - 全米売上: 67.1万枚         | 20             | —              | —              | —              | —              | —              | —              | —              | —              | 167            | - CAN: 2× プラチナ - US: ゴールド                                                   |
| 1993                                      | 『エクスタシー』 - Fumbling Towards Ecstasy | - 発売日: 1993年10月22日 - レーベル: Nettwerk, Arista - フォーマット: CD, LP, cassette - 全米売上: 280万枚         | 5              | —              | —              | —              | —              | —              | —              | —              | —              | 50             | - CAN: 5× プラチナ - US: 3× プラチナ                                                |
| 1997                                      | 『サーフィシング』 - Surfacing              | - 発売日: 1997年7月15日 - レーベル: Nettwerk, Arista - フォーマット: CD, LP, cassette - 全米売上: 800万枚          | 1              | 37             | —              | —              | 52             | —              | 13             | —              | 47             | 2              | - CAN: ダイヤモンド - AUS: ゴールド - NZ: ゴールド - UK: ゴールド - US: 8× プラチナ |
| 2003                                      | 『アフターグロウ』 - Afterglow              | - 発売日: 2003年11月4日 - レーベル: Nettwerk, Arista - フォーマット: CD, LP, cassette - 全米売上: 230万枚          | 1              | 22             | 25             | 20             | 23             | 14             | 30             | 19             | 33             | 2              | - CAN: 5× プラチナ - AUS: ゴールド - UK: ゴールド - US: 2× プラチナ                 |
| 2006                                      | Wintersong                                  | - 発売日: 2006年10月17日 - レーベル: Nettwerk, Arista - フォーマット: CD, LP, digital download - 全米売上: 110万枚 | 1              | —              | —              | —              | —              | —              | —              | —              | —              | 7              | - CAN: 3× プラチナ - US: プラチナ                                                   |
| 2010                                      | Laws of Illusion                            | - 発売日: 2010年6月15日 - レーベル: Nettwerk, Arista - フォーマット: CD, LP, digital download - 全米売上: 6万枚    | 2              | 12             | 80             | 100            | 73             | —              | 9              | 49             | 76             | 3              |                                                                                     |
| 2014                                      | Shine On                                    | - 発売日: 2010年6月15日 - レーベル: Verve - フォーマット: CD, LP, digital download                                 | 1              | 26             | —              | —              | 97             | —              | —              | —              | 71             | 4              | - CAN: ゴールド                                                                     |
| 2016                                      | Wonderland                                  | - 発売日: 2016年10月21日 - レーベル: Verve - フォーマット: CD, LP, digital download                                | 12             | 68             | —              | —              | —              | —              | —              | —              | —              | 56             | - CAN: ゴールド                                                                     |
| "—"は未発売またはチャート圏外を意味する。 |                                             | |                |                |                |                |                |                |                |                |                |                |                                                                                     |

### ライヴ・アルバム
| 年                                        | タイトル                                | アルバム詳細                                                                                              | チャート最高位 | チャート最高位 | チャート最高位 | チャート最高位 | チャート最高位 | チャート最高位 | チャート最高位 | チャート最高位 | チャート最高位 | チャート最高位 | 認定                                                               |
| 年                                        | タイトル                                | アルバム詳細                                                                                              | CAN            | AUS            | GER            | IRE            | NLD            | NOR            | NZ             | SWI            | UK             | US             | 認定                                                               |
| ----------------------------------------- | --------------------------------------- | --- | -------------- | -------------- | -------------- | -------------- | -------------- | -------------- | -------------- | -------------- | -------------- | -------------- | ------------------------------------------------------------------ |
| 1999                                      | 『ミラー・ボール～ライヴ』 - Mirrorball | - 発売日: 1999年6月15日 - レーベル: Nettwerk, Arista - フォーマット: CD, LP, cassette - 全米売上: 300万枚 | 1              | —              | —              | —              | —              | —              | 13             | —              | —              | 3              | - CAN: 5× プラチナ - NZ: ゴールド - UK: シルバー - US: 3× プラチナ |
| 2004                                      | Afterglow Live                          | - 発売日: 2004年11月7日 - レーベル: Nettwerk, Arista - フォーマット: CD, CD+DVD                           | —              | —              | —              | —              | —              | —              | —              | —              | —              | 107            | - CAN: ゴールド                                                    |
| 2006                                      | Mirrorball: The Complete Concert        | - 発売日: 2006年10月3日 - レーベル: Nettwerk, Arista - フォーマット: CD, digital download                 | —              | —              | —              | —              | —              | —              | —              | —              | —              | —              |                                                                    |
| "—"は未発売またはチャート圏外を意味する。 |                                         | |                |                |                |                |                |                |                |                |                |                |                                                                    |

### その他
- レアリティーズ、Bサイド・アンド・アザー・スタッフ Rarities, B-Sides and Other Stuff (1996)
- リミックスト Remixed (2003)
- ブルーム Bloom (2005)